# Deneuille-lès-Chantelle
 Deneuille-lès-Chantelle  es una población y comuna francesa, situada en la región de Auvernia, departamento de Allier, en el distrito de Moulins y cantón de Chantelle.

## Demografía
| 102 | 84 | 80 | 98 | 80 | 89 |
| Para los censos de 1962 a 1999 la población legal corresponde a la población sin duplicidades (Fuente: INSEE [Consultar]) |    |    |    |    |    |